# Quick Draw
Quick Draw est une série télévisée de comédie de western américaine créée par Nancy Hower et John Lehr, diffusée sur Hulu entre le 5 août 2013 et le 2 octobre 2014.

## Distribution

### Acteurs principaux
- John Lehr : Shérif John Henry Hoyle
- Nick Brown : Député Eli Brocias
- Allison Dunbar : Honey
- Bob Clendenin : Vernon Shank
- Alexia Dox : Pearl

### Acteur récurrents
- Kate Frisbee : Wanda
- Tasha Ames : Livinia Webb
- Michael Anastasia : Ephraim Younger
- David Hoffman : Clay Tidwell
- Brian O'Connor : Cole Younger

### Acteurs invités
- Tim Bagley : Maire Edward C. Dodge
- Frances Callier : Margaret
- Arden Myrin : Belle Star
- Dave Hill : Theodore O'Chestney
- David DeLuise : Jeremiah Dunlop
- Sandy Martin : Ma Bender
- Dave Catching
- Dan Castellaneta : Doyen Jim
- Carlos Jacott : Ned Beatty
- Vic Chao : Wong Fei Hung
- Harry Lennix : Shérif Matt Love
- Jamie Nieto : Honcho

## Production

### Fiche technique
- Titre : Quick Draw
- Création : Nancy Hower et John Lehr
- Réalisation : Nancy Hower
- Scénario : Nancy Hower et John Lehr
- Photographie : Mark Petersen
- Montage : Nancy Hower, Maura Corey, K.L. Segal, Marcelo Sansevieri, Diana Fishman, Jessie S. Marion et Marc Cahill
- Musique : Darius Holbert et Ian Merrigan
- Casting : Tim Payne
- Production :
  - Production déléguée : Brenda Countee, Nancy Hower, Charlotte Koh et John Lehr
  - Production associée : William Klug, Maura Corey et Nolan Jennings
  - Coproduction : Evie Peck, Keith Raskin et Sharon Lopez
- Société de production : Howler Monkey Productions
- Société de distribution : Hulu
- Pays d'origine :  États-Unis
- Langue originale : anglais
- Format :
- Genre : Comédie de western
- Durée : 22 minutes

 Sauf indication contraire, les informations mentionnées dans cette section peuvent être confirmées par la base de données cinématographiques IMDb,  présente dans la section « Liens externes ».

## Épisodes

### Saison 1
1. Murder at the Webb Ranch
2. The Legend of Belle Starr
3. Mail ORder Bride
4. Expert Witness
5. Temperance
6. Nicodemus
7. Honey's Beau
8. The Railroad Spur

### Saison spéciale
1. Whiskey Skin
2. Gin & Pine
3. A Splitting Headache
4. Sleeper
5. Black Stripe
6. Santina's Pousse Cafe
7. Badminton
8. Whiskey Cobbler

### Saison 2
1. Wedding Bells
2. Deacon Jim
3. Chinatown
4. The Grasshopper Plague
5. The Tale of Edwin Starr
6. Nicodemus Reloaded
7. Election Night
8. Up Staged
9. Something About Myra
10. Doomed!